# Botryon tuberculata
Botryon tuberculata is een zeeanemonensoort uit de familie van de Sagartiidae. De wetenschappelijke naam van de soort is voor het eerst geldig gepubliceerd in 1952 door Carlgren & Hedgpeth.